# Nicholas Ridley (baron Ridley of Liddesdale)
Nicholas Ridley, baron Ridley of Liddesdale (ur. 17 lutego 1929 w hrabstwie Northumberland, zm. 4 marca 1993 w Carlisle) – brytyjski arystokrata i polityk, członek Partii Konserwatywnej), minister w rządach Margaret Thatcher.

## Życiorys
Był synem Matthew Ridleya, 3. wicehrabiego Ridley, i Ursuli Lutyens, córki architekta Edwina Lutyensa. Był ojcem Jane Ridley, która wykłada historię na uniwersytecie w Buckingham. Jego starszym bratem jest Matthew Ridley, 4. wicehrabia Ridley. Nicholas pobierał nauki w Eton College oraz w Balliol College na Uniwersytecie w Oksfordzie. Po zakończeniu nauki rozpoczął pracę jako inżynier budownictwa lądowego. Był sekretarzem Canning Club, członkiem rady dystryktu wiejskiego Castle Ward oraz członkiem komitetu wykonawczego National Trust.
Pierwszą, nieudaną, próbę dostania się do Izby Gmin podjął w 1955 r. startując w wyborach w okręgu Blyth. Do parlamentu został wybrany w 1959 r. jako reprezentant okręgu Cirencester and Tewkesbury.
W 1962 r. został parlamentarnym prywatnym sekretarzem. W 1964 r. został członkiem Select Committee. Należał do grona stronników Margaret Thatcher. W 1973 r. był jednym z założycieli grupy Selsdon, który sprzeciwiała się zaniechaniu realizacji radykalnego manifestu torysów z 1970 r. Po wygranych przez konserwatystów wyborach 1979 r. Ridley został ministrem stanu w Foreign Office, odpowiedzialnym za wyspy falklandzkie. W latach 1981–1983 był finansowym sekretarzem skarbu. Po wyborach 1983 r. został członkiem gabinetu jako minister transportu.
Na tym stanowisku pozostawał do 1986 r., kiedy to został ministrem środowiska. W 1989 r. został ministrem handlu i przemysłu. Z tego stanowiska zrezygnował 14 lipca 1990 r., kiedy The Spectator opublikował wywiad z Ridleyem, w którym minister przyrównał pomysł wprowadzenia unii monetarnej i ekonomicznej do „niemieckiej rakiety o zasięgu na całą Europę”, a przekazanie suwerenności organom Wspólnot Europejskich jest tak samo złe jak przekazanie jej Hitlerowi. Wywiad został opatrzony karykaturą na której Ridley przypinał wąsy Hitlera do plakatu kanclerza Helmuta Kohla.
28 lipca 1992 r. Ridley został kreowany parem dożywotnim jako baron Ridley of Liddesdale i zasiadł w Izbie Lordów. Zmarł w 1993 r. z powodu raka płuc.